# OMOTENASHI
OMOTENASHI (en japonais : hospitalité), acronyme de Outstanding MOon exploration TEchnologies demonstrated by NAno Semi-Hard Impactor, est un nano-satellite de format CubeSat 6U développé par l'agence spatiale japonaise (JAXA) qui doit démontrer la faisabilité d'un atterrisseur lunaire de très petite taille. Pour se poser sur la Lune, l'engin utilise un moteur à propergol solide de 6 kg et un airbag (vitesse d'atterrissage de 30 m/s). Le freinage se fait sans mise en orbite préalable. Le satellite a été lancé au cours du premier vol de la fusée Space Launch System (mission Artemis I) le 16 novembre 2022 mais l'atterrissage est annulé à cause de problèmes techniques.

## Caractéristiques techniques

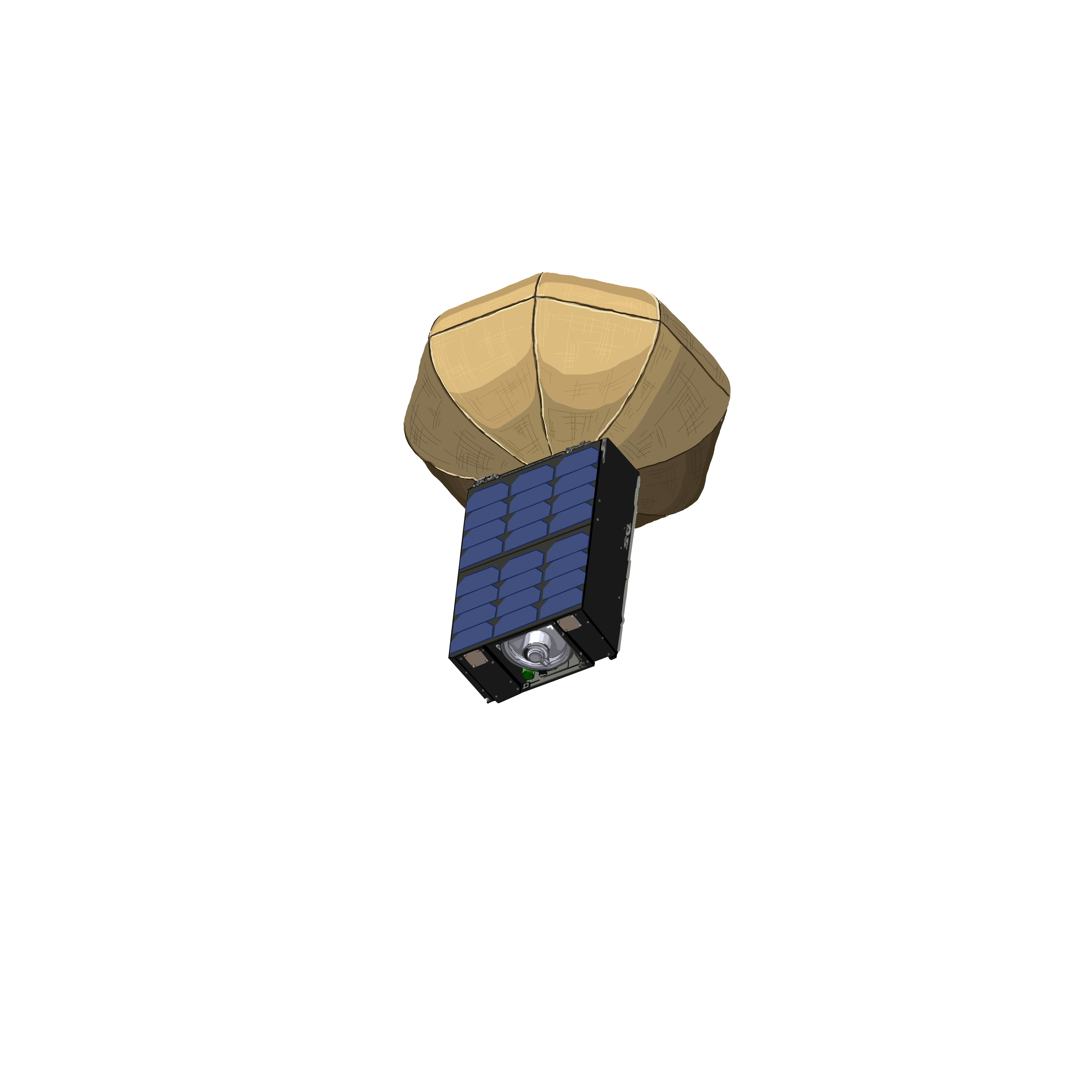
OMOTENASHI avec son airbag gonflé.

OMOTENASHI est un CubeSat 6U (10 × 20 × 30 cm) pour une masse totale de 12,6 kg. Il est constitué de trois parties : le module orbital pallélépipédique portant les cellules solaires sur sa surface externe, entourant une fusée à propergol solide cylindrique, liée à son extrémité à l'atterrisseur proprement dit qui dispose d'un airbag sur sa face opposée. Pour remplir sa mission, OMOTENASHI doit effectuer un atterrissage à faible vitesse sur le sol de la Lune. Le composant principal est un moteur à propergol solide (Retro Motor ou RM) chargé d'effectuer ce freinage qui permet de réduire la vitesse du minuscule atterrisseur (700 grammes) de 2,5 km/s. Ce propulseur est placé en position centrale et a une masse de 4,3 kg. Le troisième élément associé à l'atterrisseur est un airbag qui est chargé d'annuler la vitesse résiduelle à l'atterrissage sur le sol lunaire. L'atterrisseur proprement dit comporte un module écrasable fixé à l'opposé de l'airbag et un répéteur fonctionnant en bande P ainsi qu'une batterie lithium-ion de 18 watts-heures. En orbite, le CubeSat est stabilisé 3 axes à l'aide de propulseurs à gaz froid qui sont également utilisés pour corriger la trajectoire. L'énergie est fournie par des cellules solaires qui tapissent la face du CubeSat tournée vers le Soleil. Le satellite dispose également d'un système de communications et d'un système de contrôle d'attitude. Enfin, le satellite emporte un instrument qui permet de mesurer en vol le rayonnement ambiant.

## Déroulement de la mission

Trajectoire d'OMOTENASHI par rapport à la Terre (en bleu) et la Lune (en vert).

OMOTENASHI et 9 autres CubeSats constituent la charge utile secondaire de la mission Artemis I dont le lancement a eu lieu le 16 novembre 2022. Celle-ci est embarquée sur le premier vol de la fusée Space Launch System dont l'objectif principal est de tester le vaisseau Orion et le fonctionnement du nouveau lanceur. Les CubeSats sont stockés dans l'adaptateur qui relie le second étage du lanceur avec le vaisseau spatial. Ils sont largués sur une orbite haute.
Il est prévu que le CubeSat OMOTENASHI soit d'abord stabilisé de manière à présenter ses cellules solaires dans une direction optimale par rapport au Soleil. Une première manœuvre de correction est effectuée à l'aide de propulseurs à gaz froid pour placer le CubeSat sur une trajectoire de collision avec la Lune. Plusieurs corrections de trajectoire sont réalisées durant le transit vers la Lune. Peu avant l'arrivée à la surface de la Lune, le CubeSat est mis en rotation autour de son axe puis un airbag est gonflé. Alors le moteur à propergol solide est mis à feu pour annuler la vitesse d'arrivée évaluée à 2,5 km/s tandis que le module orbital est largué. À l'extinction du moteur qui est ensuite largué, la sonde se trouve à l'arrêt à une altitude d'environ 100/200 mètres. Elle tombe alors en chute libre et atterrit à la surface de la Lune à une vitesse d'environ 30 mètres par seconde. Le choc est amorti par l'airbag. L'émetteur radio, qui constitue la seule charge utile après l'arrivée à la surface, est utilisé pour confirmer l'atterrissage.
Mais le panneau solaire de la sonde continue de se détourner du Soleil après sa séparation de la fusée SLS, et son corps tourne huit fois plus vite que prévu. Les responsables envoient des transmissions depuis la Terre pour corriger la position de la sonde, mais ils ne savent pas si elle corrige le problème parce que la puissance de sa batterie est faible. L'alunissage est prévu entre la fin de la journée du 21 novembre et le début de la journée du 22 novembre mais les responsables décident que l'atterrissage est impossible car ils ne constatent aucune amélioration des communications avec la sonde et ne peuvent donc pas déterminer son état opérationnel.